# Polychrysia
Polychrysia is een geslacht van nachtvlinders uit de familie Noctuidae.
De wetenschappelijke naam is samengesteld uit het Griekse polus (veel) en khrusos (goud) en verwijst naar de kleur van de voorvleugels.

## Soorten
- Polychrysia aurata (Staudinger, 1888)
- Polychrysia chinghaiensis Chou & Lu, 1978
- Polychrysia esmeralda (Oberthür, 1880)
- Polychrysia hampsoni (Leech, 1900)
- Polychrysia imperatrix (Draudt, 1950)
- Polychrysia marmorea Ronkay, 1986
- Polychrysia moneta (Fabricius, 1787)
- Polychrysia morigera (H. Edwards, 1886)
- Polychrysia sica (Graeser, 1890)
- Polychrysia splendida (Butler, 1878)